# A Ferencvárosi TC 1918–1919-es szezonja
A Ferencvárosi TC 1918–1919-es szezonja szócikk a Ferencvárosi TC első számú férfi labdarúgócsapatának egy szezonjáról szól, mely összességében és sorozatban is a 16. idénye volt a csapatnak a magyar első osztályban. A klub fennállásának ekkor volt a 20. évfordulója.

## Mérkőzések
| Színmagyarázat | Színmagyarázat |
| -------------- | -------------- |
|                | Győzelem.      |
|                | Döntetlen.     |
|                | Vereség.       |

### Bajnokság (I. osztály) 1918–19

#### Őszi fordulók
| 1918. augusztus 25. |

| Ferencváros             | 4 – 0       | Kispest |
| ----------------------- | ----------- | ------- |
| Pataki Nemes Tóth Potya | Jegyzőkönyv |         |

| Üllői út, Budapest |

| 1918. szeptember 8. |

| Ferencváros | 2 – 1               | Újpest |
| ----------- | ------------------- | ------ |
| Blum Köves  | (1 – 0) Jegyzőkönyv |        |

| Üllői út, Budapest |

| 1918. szeptember 15. |

| Ferencváros | 1 – 1       | Budapesti AK |
| ----------- | ----------- | ------------ |
| Payer       | Jegyzőkönyv |              |

| Üllői út, Budapest |

| 1918. szeptember 21. |

| Vasas | 0 – 2       | Ferencváros  |
| ----- | ----------- | ------------ |
|       | Jegyzőkönyv | Köves Pataki |

| Budapest |

| 1918. szeptember 28. |

| Ferencváros | 2 – 2       | MTK |
| ----------- | ----------- | --- |
| Bódis Payer | Jegyzőkönyv |     |

| Üllői út, Budapest |

| 1918. október 13. |

| Ferencváros | 0 – 0               | Törekvés SE |
| ----------- | ------------------- | ----------- |
|             | (0 – 0) Jegyzőkönyv |             |

| Üllői út, Budapest |

| 1918. november 10. |

| Ferencváros              | 3 – 0               | 33 FC |
| ------------------------ | ------------------- | ----- |
| Pataki Gállos Tóth Potya | (1 – 0) Jegyzőkönyv |       |

| Üllői út, Budapest |

| 1918. november 17. |

| Ferencváros       | 4 – 0       | Budapesti TC |
| ----------------- | ----------- | ------------ |
| Tóth Potya Gállos | Jegyzőkönyv |              |

| Üllői út, Budapest |

| 1918. december 1. |

| Ferencváros                 | 6 – 1       | MÁV Gépgyár |
| --------------------------- | ----------- | ----------- |
| Schönfeld Gállos Okos Köves | Jegyzőkönyv |             |

| Üllői út, Budapest |

| 1918. december 8. |

| Ferencváros | 2 – 0       | Terézvárosi TC |
| ----------- | ----------- | -------------- |
| Bódis Gansl | Jegyzőkönyv |                |

| Üllői út, Budapest |

| 1918. december 15. |

| Ferencváros       | 2 – 1       | III. Kerületi TVE |
| ----------------- | ----------- | ----------------- |
| Tóth Potya Pataki | Jegyzőkönyv |                   |

| Üllői út, Budapest |

#### Tavaszi fordulók
| 1919. február 16. |

| Budapesti TC | 0 – 3       | Ferencváros  |
| ------------ | ----------- | ------------ |
|              | Jegyzőkönyv | Pataki Payer |

| Üllői út, Budapest |

| 1919. február 23. |

| Újpest | 0 – 0               | Ferencváros |
| ------ | ------------------- | ----------- |
|        | (0 – 0) Jegyzőkönyv |             |

| Budapest |

| 1919. március 2. |

| Kispest | 0 – 2       | Ferencváros |
| ------- | ----------- | ----------- |
|         | Jegyzőkönyv | Okos Gansl  |

| Üllői út, Budapest |

| 1919. március 9. |

| Budapesti AK | 0 – 3       | Ferencváros  |
| ------------ | ----------- | ------------ |
|              | Jegyzőkönyv | Gansl Kovács |

| Üllői út, Budapest |

| 1919. március 16. |

| Terézvárosi TC | 0 – 1       | Ferencváros |
| -------------- | ----------- | ----------- |
|                | Jegyzőkönyv | Dendisz     |

| Üllői út, Budapest |

| 1919. március 23. |

| 33 FC | 0 – 1       | Ferencváros |
| ----- | ----------- | ----------- |
|       | Jegyzőkönyv | Tóth Potya  |

| Üllői út, Budapest |

| 1919. március 30. |

| Törekvés SE | 0 – 1       | Ferencváros |
| ----------- | ----------- | ----------- |
|             | Jegyzőkönyv | Gansl       |

| Üllői út, Budapest |

| 1919. április 13. |

| III. Kerületi TVE | 0 – 4       | Ferencváros            |
| ----------------- | ----------- | ---------------------- |
|                   | Jegyzőkönyv | Nemes Tóth Potya Payer |

| Budapest |

| 1919. június 8. |

| MTK | 2 – 0       | Ferencváros |
| --- | ----------- | ----------- |
|     | Jegyzőkönyv |             |

| Hungária körút, Budapest |

- A mérkőzés félbeszakadt.

| 1919. június 16. |

| Ferencváros | 0 – 0               | Vasas |
| ----------- | ------------------- | ----- |
|             | (0 – 0) Jegyzőkönyv |       |

| Üllői út, Budapest |

#### A végeredmény
| #  | Csapat            | J  | Gy | D | V  | Rg  | Kg | Gk  | P  | Megjegyzés |
| -- | ----------------- | -- | -- | - | -- | --- | -- | --- | -- | ---------- |
| 1  | MTK               | 22 | 18 | 3 | 1  | 116 | 20 | +96 | 39 | Bajnok     |
| 2  | Ferencvárosi TC   | 21 | 15 | 5 | 1  | 43  | 8  | +35 | 35 |            |
| 3  | Újpesti TE        | 22 | 12 | 6 | 4  | 39  | 19 | +20 | 30 |            |
| 4  | Vasas SC          | 21 | 9  | 6 | 6  | 20  | 45 | -25 | 24 |            |
| 5  | Terézvárosi TC    | 22 | 9  | 5 | 8  | 29  | 19 | +10 | 23 |            |
| 6  | III. Kerületi TVE | 22 | 6  | 8 | 8  | 33  | 35 | -2  | 20 |            |
| 7  | 33 FC             | 22 | 5  | 7 | 10 | 17  | 31 | -14 | 17 |            |
| 8  | Kispesti AC       | 22 | 8  | 1 | 13 | 27  | 52 | -25 | 17 |            |
| 9  | Budapesti TC      | 22 | 6  | 5 | 11 | 22  | 48 | -26 | 17 |            |
| 10 | Törekvés SE       | 21 | 3  | 8 | 10 | 27  | 32 | -5  | 14 |            |
| 11 | Budapesti AK      | 21 | 4  | 5 | 12 | 21  | 41 | -20 | 13 |            |
| 12 | MÁV Gépgyár       | 20 | 3  | 3 | 14 | 22  | 66 | -44 | 9  | Kiesett    |

### Egyéb mérkőzések
| 1918. szeptember 1. |

| Ferencváros      | 3 – 0               | Simmering |
| ---------------- | ------------------- | --------- |
| Tóth Potya Nemes | (3 – 0) Jegyzőkönyv |           |

| Üllői út, Budapest |

| 1918. október 20. |

| Ferencváros | 3 – 2               | WAF |
| ----------- | ------------------- | --- |
| Okos Pataki | (3 – 0) Jegyzőkönyv |     |

| Üllői út, Budapest |

| 1919. április 21. |

| Ferencváros | 0 – 0               | MTK |
| ----------- | ------------------- | --- |
|             | (0 – 0) Jegyzőkönyv |     |

| Üllői út, Budapest |

| 1919. június 25. |

| MTK | 1 – 0       | Ferencváros |
| --- | ----------- | ----------- |
|     | Jegyzőkönyv |             |

| Bécs |

| 1919. június 29. |

| Rapid Wien | 5 – 0       | Ferencváros |
| ---------- | ----------- | ----------- |
|            | Jegyzőkönyv |             |

| Bécs |

| 1919. július 4. |

| Rudolfshügel | 6 – 1       | Ferencváros |
| ------------ | ----------- | ----------- |
|              | Jegyzőkönyv | Pataki      |

| Bécs |

| 1919. július 7. |

| Wiener AC | 1 – 4       | Ferencváros  |
| --------- | ----------- | ------------ |
|           | Jegyzőkönyv | Nemes Pataki |

| Bécs |

| 1919. július 10. |

| MTK | 5 – 0       | Ferencváros |
| --- | ----------- | ----------- |
|     | Jegyzőkönyv |             |

| Bécs |

| 1919. július 12. |

| WAF, Rudolfshügel, Germania vegyes | 3 – 5       | Ferencváros, MTK vegyes            |
| ---------------------------------- | ----------- | ---------------------------------- |
|                                    | Jegyzőkönyv | Nagy Winkler I Boros II Tóth Potya |

| Bécs |

| 1919. július 13. |

| ASK Liesing | 3 – 9       | Ferencváros, MTK vegyes          |
| ----------- | ----------- | -------------------------------- |
|             | Jegyzőkönyv | Nagy Pataki Boros II Nemes Héger |

| Bécs |

## Külső hivatkozások
- A csapat hivatalos honlapja (magyarul)
- Az 1918–1919-es szezon menetrendje a tempofradi.hu-n (magyarul)